# IPhone SE (第3世代)
iPhone SE（第3世代）（アイフォーン エスイー）は、Appleが開発・販売していたスマートフォンで、iPhone 13 mini、iPhone 13、iPhone 13 Pro、iPhone 13 Pro Maxと同じiPhoneの第15世代目のモデルである。
このiPhone SE（第3世代）は、iPhone SE（第2世代）の後継機とした位置付けになっている。

## 概要
2022年3月9日（日本時間）のApple Eventで発表された。
予約注文は、2022年3月11日（日本時間）から開始され、Apple Storeをはじめとして、通信事業者大手のNTTドコモ、au（KDDI・沖縄セルラー電話連合）、ソフトバンクに加え、2020年4月8日より新たな通信事業者として正式にサービスを開始した楽天モバイルのMNO4社と、サブブランドのUQ mobile（KDDI・沖縄セルラー電話）、Y!mobile（ソフトバンク）からそれぞれ2022年3月18日（日本時間）に発売された。
2025年2月20日（日本時間）に、iPhone 16eの発表に伴って、iPhone 14/14 Plusと共に販売終了となった。これにより、約18年間続いた、ホームボタン搭載のiPhoneの歴史に幕を閉じた。なお、後継機種は2023年1月に開発中止となったと報道された。

## デザイン

### カラーバリエーション
(PRODUCT)RED・スターライト・ミッドナイトの3色が展開されている。
| カラー | カラーネーム |
| ------ | ------------ |
|        | (PRODUCT)RED |
|        | スターライト |
|        | ミッドナイト |

## 仕様

### ハードウェア
64GB、128GB、256GBの3種類の内部ストレージ容量の構成
重量は144g、寸法は138.4×67.3×7.3mm（縦×横×厚さ）であり、先行機のiPhone SE（第2世代）と寸法は全く同じだが、重量は4g軽量化されている。
ディスプレイは、iPhone 13同様にHaptic Touch（触覚タッチ）に対応したRetina HDディスプレイを採用している。

### SoC
SoCはiPhone 13/13 mini、iPhone 13 Pro/13 Pro Max、iPhone 14/14 Plusと同じApple A15 Bionicを搭載。

### 電源
先行機のiPhone SE（第2世代）同様にQiに対応する他、USB-PDで最大20Wでの急速充電に対応し30分で50%充電できる。ただし、Magsafeによる給電は先行機と同様に非対応である。

### 無線通信
iPhone 13同様に、リーダーモード対応NFCとFeliCa、及び予備電力機能付きエクスプレスカードに対応している。SIMスロットは従来のiPhone SE（第1世代）および第2世代と同じくnano-SIMである。Wi-Fi6と、eSIMを使用したデュアルSIMデュアルスタンバイ（DSDS）も搭載している。

#### 5G NR
2x2 MIMO対応
- n1、n2、n3、n5、n7、n8、n12、n20、n25、n28、n30、n38、n40、n41、n48、n66、n77、n78、n79

#### LTE-Advanced
2x2 MIMO, LAA対応
- FDD‑LTE（バンド1、2、3、4、5、7、8、11、12、13、17、18、19、20、21、25、26、28、30、32、66）
- TD-LTE（バンド34、38、39、40、41、42、46、48）

#### 3G
- UMTS/HSPA+/DC-HSDPA（850、900、1,700/2,100、1,900、2,100MHz）

#### 2G
- GSM/EDGE（850、900、1,800、1,900MHz）

### その他
IEC規格60529の防塵・耐水性ではIP67の評価を受けており、水深1メートルで最大30分間利用できる。

### カメラ性能
1200万画素のリアカメラを搭載、4K・60fpsまでのビデオ撮影も可能である。また最大6300万画素のパノラマ撮影、バーストモードでの撮影にも対応している。
前面カメラは、ƒ/2.2 絞りとオートフォーカスを備えた7MPのカメラである。

## 同梱物
- USB-C - Lightningケーブル
- 簡易マニュアル